# Haematopinus longus
Haematopinus longus är en insektsart som beskrevs av Neumann 1912. Haematopinus longus ingår i släktet Haematopinus och familjen hovdjurslöss. Inga underarter finns listade i Catalogue of Life.